# Eyes on Japan
Eyes on Japan（アイズ・オン・ジャパン）は、JFN系列各局にて2006年4月3日から9月29日まで生放送されていたラジオ番組。

## 概要
それまで、平日の朝に放送されていたJFNC製作の『good morning! That's wakeman show』とTOKYO FM制作の『6Sense』が統合された形でJFNC・TOKYO FM共同制作の番組として開始となった。
JFN系列局37局においては5:00～7:00がJFN B1プログラムとしての「Eyes On Japan」、7:00～7:30、8:00～8:20はJFNC A1プログラムとしてのTFM制作の「Eyes On Japan」となった一方TOKYO FMにおいては5:00～8:30が全編TFM制作「Eyes On Japan」の一括りとなっていた。
TOKYO FMが早朝時間帯の番組制作に全編携わるのは初である一方、ネット局のほとんども早朝番組をTOKYO FMから全篇を受けるのは初であるが、Boy FMとK-MIXはかつて『MORNING FREEWAY』の6時台をネットしていた時代があり、またTOKYO FMも5時台はJFNCのネット受けであった。
これまで同様、6:40-6:45の「コスモアースコンシャスアクト ずっと地球で暮らそう。」と、7:00-7:30、8:00-8:20の間は全国のJFN加盟のFM局38局で同時ネットされている。（ただし、8:00-8:20は、一部地域を除く）。また、6:55-7:00の「MY OLYMPIC」（JFNC制作）も38局ネットとなっている（一部の局で時間が異なる）。7:30-8:00と8:20-8:30はTOKYO FMのみでの放送であった。後番組の『SKY』以降もJFNC制作枠とTOKYO FM制作枠の統合構成を引き継いでいる。
東京地区ではこの番組から朝ワイド番組の終了時間が長らく続いた9:00から8:30に繰り上がった（7年後の2013年4月改編で再度9:00までに延長）。

## パーソナリティ
- 七尾藍佳
- 谷中修悟

## タイムテーブル
※は全国38局同時ネット番組
☆はTOKYO FMのみの放送。
（T）は時間コメントジングル

### Part1 政治・経済・ビジネスヒントに特化した「政治経済エンタメ番組」
- 5:00 オープニング
- 5:03 NEWS INDEX
- 5:15 （T）Direct Hit
- 5:25 全国天気
- 5:30 （T）Headline News
- 5:38 Podition Trade!
- 5:44 （T）Sports Headline

この時間の時間コメントジングルは、「ポジション・トレード」しだいで変動する。
- 5:50 全国天気
- 5:54 ウェブアンケート中間結果

SMILE-FM、FM AICHI飛降り。FM秋田、Date fm一旦飛降り。金曜のみradio cube飛降り。
- 6:00 全国天気＋NEWS INDEX

FM愛媛、FM秋田、Date fm、AIR-G'　飛乗り
- 6:07 ウェブアンケート中間結果
- 6:08 （CM枠）
- 6:10 Inside

ワールドカップ前は「ダイアル・ジーコ」
このコーナーの後V-air一旦飛降り
- 6:25 気象情報

TFMのみ ☆「おはようSMAP」
FMクマモト、Radio80、FM秋田、FM青森　一旦飛降り
- 6:30 （T）ニュース
- 6:35 ウェブアンケート中間結果

ワールドカップ前は「ミラクル・プロジェクト“もし日本がブラジルに勝ったら、○○します”宣言!」（7:20のVIEW UP TOMORROWでも放送）
V-air、FM秋田、FM青森　飛乗り
- 6:40 ※コスモアースコンシャスアクト〜ずっと地球で暮らそう

DateFM　一時飛降り
- 6:44 （T）ニュース
- 6:49 ☆交通情報

RADIO BERRY、FMとやま、FM長野、K-MIX、V-air、FM高知、Air Radio、μ-FM　一旦飛降り(テレマートラジオショッピング)
- 6:50 カラダがよろこぶ朝ごはん（TFMのみ提供：マルコメ）
- 6:55 MY OLYMPIC

ジャパンエフエムネットワーク制作。

### Part2 ヒューマンコンシャスを背景にした「新NEWSワイド」
- 7:00 ※World in Motion

- ここから30分は全国38局ネット

- 7:07 聖教新聞プラネット・グラフィティ
- 7:08 ☆交通情報
- 7:10 ※リポビタンD Sports Nonfiction
- 7:20 ※TOYOTA VIEW UP TOMORROWShow Biz File・・・各界で活躍する人物にインタビューをおこなう。

- 全国37局（TFM以外）飛降り

- 7:30 ☆Fly Emirates News On Air・・・世界から届いたニュースを七尾が伝える。
- 7:35 ☆信和サービス Weather Guide
- 7:50 ☆交通情報・羽田フライトインフォメーション
- 7:54 ☆コジマ Catch The World・・・インターネットのお薦めサイトを毎日紹介するコーナー。
- 8:00 ※SUZUKI Heart Focus

- ここから全国35局ネット（radio3、FMぐんま、レディオベリー以外）

- 8:09 ※Roots TODAY'S INSPIRATION
- 8:10 ※Honda SWEET MISSION

- この番組は36局ネット（radio3、FMぐんま以外）
- その後TFM以外飛降り

- 8:18 ☆交通情報
- 8:20 ☆（T）Headline News
- 8:25 ☆クロージング

## ネット状況

### フルネット
- TOKYO FM
TFM以外は7:30〜8:00、8:20〜8:30は別番組を放送している。

### TFMローカル以外はフルネット
- FM岩手
- エフエム山形（Boy-FM）
- ふくしまFM
- FM新潟
- FM石川
- FM福井
- エフエム滋賀（e-radio）
- Kiss-FM KOBE
- FM岡山
- 広島エフエム（HFM）
- エフエム山口（FMY）
- FMとくしま
- FM香川
- エフエム宮崎（JOY FM）
- FM沖縄

### 5:00開始（飛び降りがある、一部コーナーのネットがない放送局）
- FM青森（6:30で一度飛び降り）
- エフエム仙台（Date fm）（5:55〜6:00・6:45で一旦飛び降り）
- FM秋田（5:55・6:30で一度飛び降り）
- FMぐんま（8時台ネット無し）
- エフエム栃木（RADIO BERRY）（6:50で一度飛び降り・「SUZUKI Heart Focus」はネット無し）
- FMとやま（6:50で一度飛び降り）
- FM長野（6:50で一度飛び降り）
- 静岡エフエム（K-MIX）（6:50で一度飛び降り）
- FM AICHI（6:00で一度飛び降り）
- 岐阜エフエム（Radio80）（6:30で一度飛び降り）
- radio CUBE FM三重（金曜日のみ6:00で一度飛び降り・8時台ネット無し）
- エフエム山陰（V-air）（6:25・6:50で一旦飛び降り）
- エフエム長崎（Smile-FM）（6:00で一度飛び降り）
- FM高知（6:50で一度飛び降り）
- エフエム大分（Air Radio）（6:50で一度飛び降り）
- エフエム鹿児島（μ-FM）（6:50で一度飛び降り）

### 6:00開始
- エフエム北海道（AIR-G'）（5時台は自社製作のため）
- エフエム愛媛（JOEU-FM）（5時台は放送休止中）

### 月曜のみ6:00開始
- エフエム佐賀（FMS）（メンテナンスタイムのため・6:50で一度飛び降り）
- エフエム・クマモト（放送休止のため・6:30で一度飛び降り）

### 7:00開始（ただし、6時台のアースコンシャシャクト、MY OLYMPICはネット）
- fm osaka

※fm osakaでは同タイトルで大阪ローカル枠を設けている。
- fm fukuoka

## 対ブラジル戦
6月23日のこの番組は、いつもより70分スタートが繰り下がり6:10から放送された。この日は、6:40までが「CHEER UP MORNING Eyes on Japan」と題し、ワールドカップの日本対ブラジル戦を振り返った。6:40からは通常編成した。
エフエム福岡でも放送された。福岡では「スタモニ」を6:40から（正確には6:44から）放送した。